# Chysis aurea
Chysis aurea är en orkidéart som beskrevs av John Lindley. Chysis aurea ingår i släktet Chysis och familjen orkidéer. Inga underarter finns listade i Catalogue of Life.

## Bildgalleri

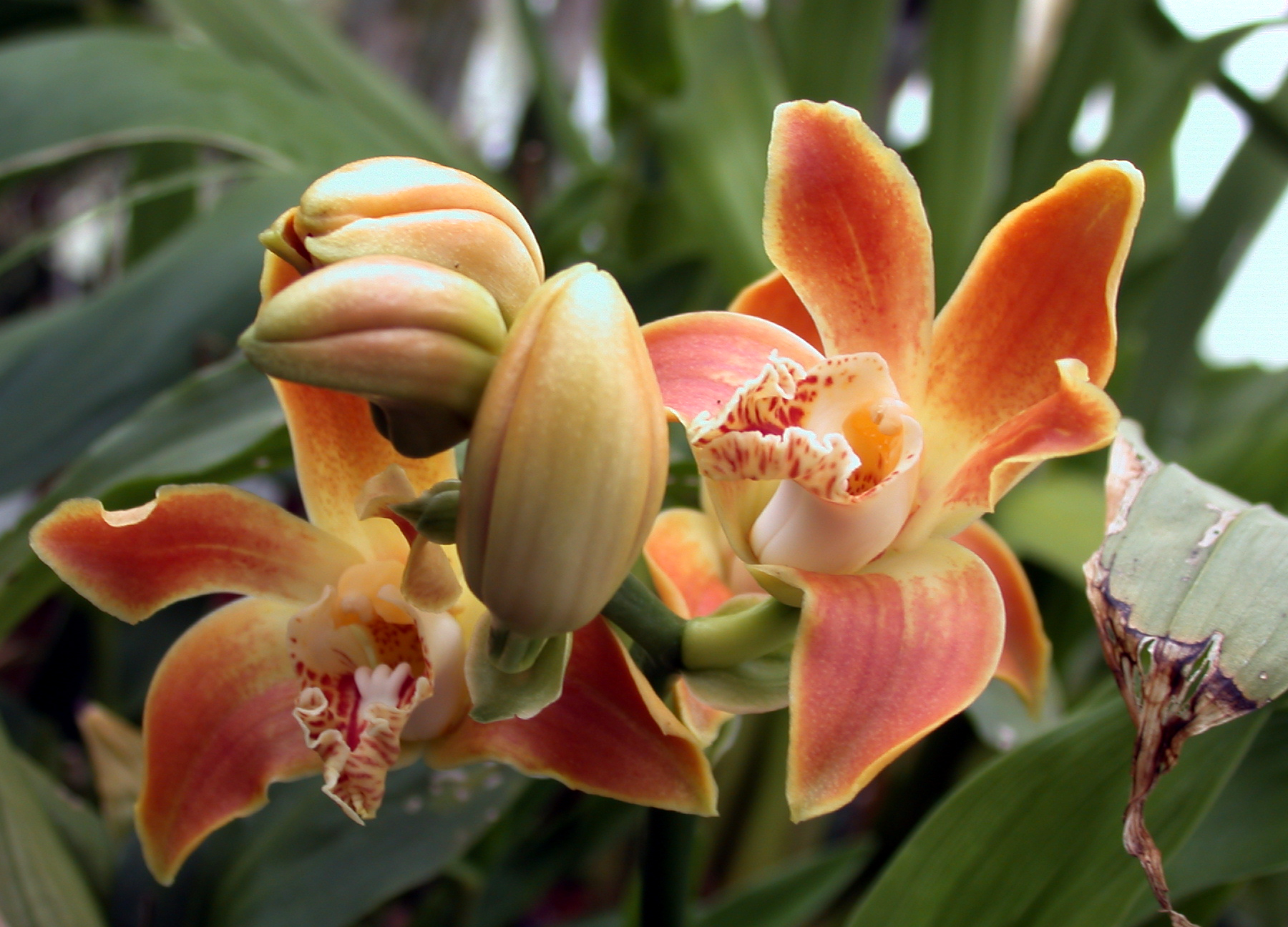
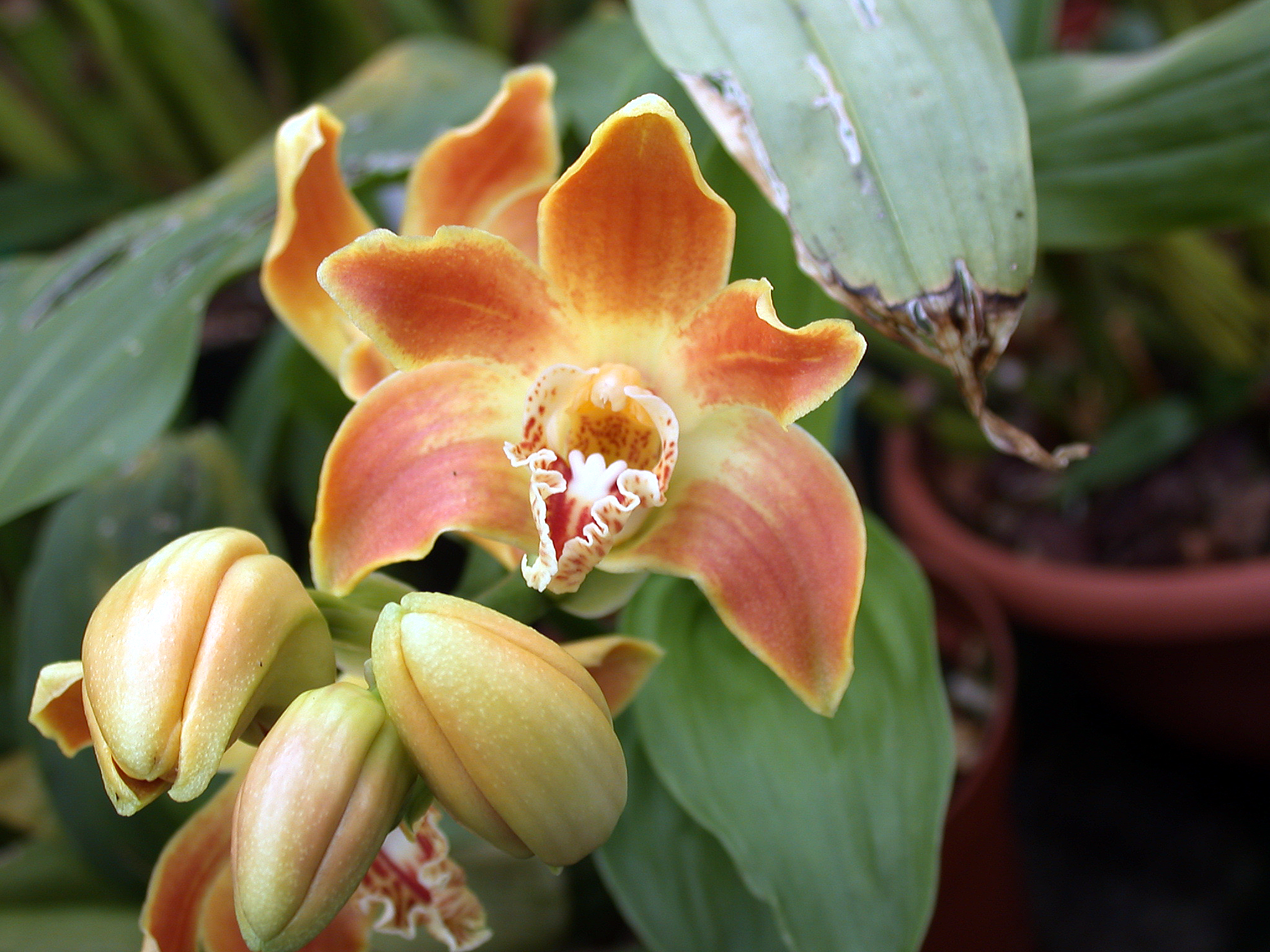
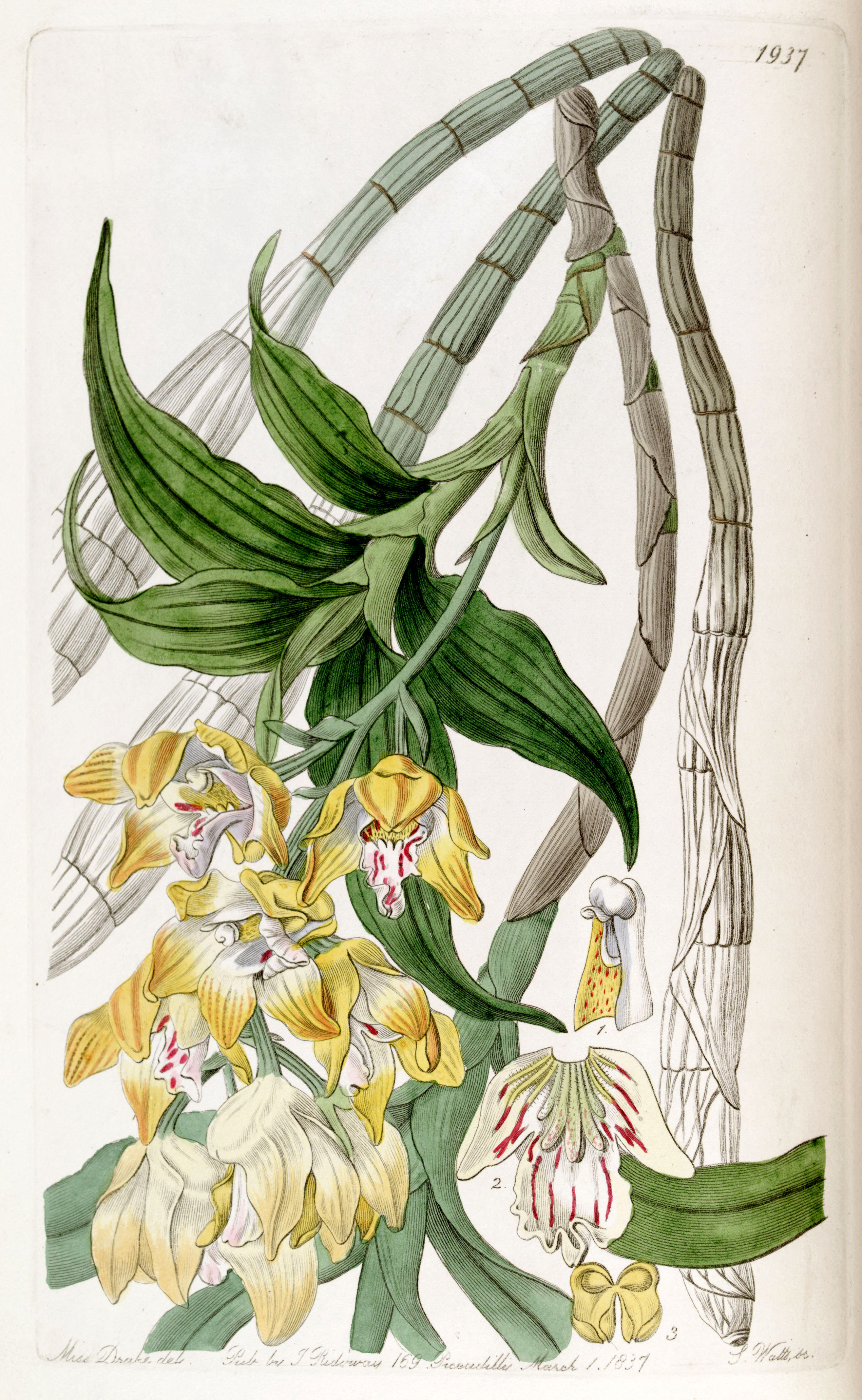